# جاك كيلي (لاعب كرة قدم)
جاك كيلي (بالإنجليزية: Jack Kelly)‏ (2 مارس 1913 في المملكة المتحدة - 1 يناير 2000 في المملكة المتحدة) هو لاعب كرة قدم بريطاني (وحمل سابقاً جنسية المملكة المتحدة لبريطانيا العظمى وأيرلندا) في مركز الهجوم. لعب مع برمنغهام سيتي وليدز يونايتد ونادي بوري ونادي بيرنلي ونيوكاسل يونايتد.

## وصلات خارجية
- جاك كيلي على موقع قاعدة بيانات كرة القدم.إي يو (الإنجليزية)